# Dansk kvindebiografisk leksikon
Dansk kvindebiografisk leksikon ("Enciclopédia Biográfica de Mulheres Dinamarquesas") é uma coleção de mais de 1.900 biografias de mulheres dinamarquesas da Idade Média até a atualidade. A primeira edição foi publicada em 2001 pela Rosinante & Co, em Copenhaga.